# Illes Delarof
Les illes Delarof (en anglès Delarof Islands; en aleutià Naahmiĝun tanangis) són el grup més occidental del grup de les Illes Andreanof, les quals formen part de les illes Aleutianes, al sud-oest d'Alaska, als Estats Units. La seva superfície total és de 165,35 km² i cap d'elles està habitada.
El grup és integrat per 11 illes i nombrosos illots: Amatignak, Gareloi (67,2 km²), Ilak, Kavalga (Qavalĝa), Ogliuga (Aglaga), Skagul (Sxaĝulax̂), Tags (Tagachaluĝis), Tanadak (Tanaadax̂), Ugidak (Qagan-tanax̂), Ulak i Unalga (Unalĝa).
Les illes estan situades entre el pas Tanaga, que les separa de la resta de les illes Andreanof, a l'est; i el pas Amchitka, que les separa de les illes Amchitka i Semisopochnoi, a l'oest, les més orientals del grup de les illes Rat. Totes elles són administrades com a part de la Unitat de les Illes Aleutianes de l'«Alaska Maritime National Wildlife Refuge».

## Història
Les illes Delarof foren batejades el 1836 pel capità Fiódor Litke de l'Armada Imperial russa, en honor de Ievstrati Delàrov, un administrador colonial d'origen grec que fou l'encarregat principal de la Companyia Golikov-Xèlikhov, precursora de la Companyia Russo-Americana, de 1787 fins a 1791.